# Тахтай, Александр Кузьмич
Александр Кузьмич Тахта́й (23 октября 1890, Ромны — 25 июля 1963, Донецк) — русский и украинский советский археолог, исследователь ранней скифско-сарматской, античной и средневековой культур, античной эпиграфики и нумизматики, музейный работник.

## Биография
После окончания в 1910 г. Роменского реального училища, работал библиотекарем. В 1911 г. поступил на историко-филологический факультет Петербургского университета, из которого перевёлся в Императорский Петербургский археологический институт. Ученик профессора А. А. Спицына.
Во время первой мировой войны служил в Полтавской переселенческой организации Всероссийского земского союза помощи больным и раненым воинам.
В 1918 г. — красноармеец. В 1918—1920 гг читал курс лекций по музыке в Полтавском музыкальном училище. В 1920 г. — заведующий Никольской сельской библиотекой. В 1921—1922 г. — инструктор Полтавского губернского комитета охраны памятников искусства, старины и природы, член Научного общества при Полтавском музее. В течение 1922—1929 г. работал в Центральном пролетарском музее Полтавщины (с 1922 г. — помощник заведующего педагогического отдела, с 1925 г. — инструктор по охране культурных ценностей археологического отдела).
Принимал участие в археологических раскопках (в 1923 г. — около г. Коломака, в 1924 г. — в селах Кантемировцы, в 1926 г. — на левобережье р. Ворсклы, в 1928 г. — в Нижнем Поворсклии).
Возглавлял экспедиции музея по обследованию археологических памятников Полтавщины, активно сотрудничал в Полтавском научном обществе УАН. Был одним из первых исследователей памятников палеолита в бассейне реки Орели, ему приписывают первое на Полтавщине открытие захоронения сарматской эпохи.
В 1929 г. был арестован по обвинению в «антисоветской агитации», но уже в следующем году — освобождён и назначен заведующим отделом археологии Херсонского краеведческого музея (1930—1934).
Участник Днепрогэсовской археологической экспедиции (1930—1932).
В 1931—1932 г. проводил раскопки вблизи г. Цюрупинска, возле поселка Голая Пристань, на Кинбурнской косе.
В 1934 вновь арестован, вскоре освобожден и переведен в Цюрупинский музей, а в 1935 г. — в Херсонесский историко-археологический музей-заповедник в г. Севастополь, где проводил масштабные археологические работы. Во время Великой Отечественной войны находился на оккупированной территории в Севастополе, научной работы не прекращал. Во время немецкой оккупации спас ценные экспонаты музея от разграбления.
После войны в 1949 г. был безосновательно обвинен в сотрудничестве с оккупантами и антисоветской деятельности, арестован в третий раз. Осуждён на 25 лет и отбывал заключение в лагере на Донбассе. В 1955 г. досрочно освобождён.
В 1956—1963 годах работал консультантом в Донецком краеведческом музее. В 1959 г. избран действительным членом Одесского археологического общества.
Умер в г. Донецке.

## Научная деятельность
А. Тахтай — один из первых исследователей памятников палеолита в районе Орели, занимался изучением поселений бронзового и раннего железного веков в Нижнем Поднепровье, один из зачинателей исследования памятников кизил-кобинской культуры в Крыму, плодотворно работал над изучением античных и средневековых наслоений Херсонеса-Херсона, подготовил археологическую карту Донбасса.
Благодаря А. К. Тахтаю в годы Великой Отечественной войны были сохранены от уничтожения памятники Херсонеса и музея.

## Избранная библиография
Автор 20 научных работ.
- Археологическая Орчанщина в нижнем Левобережье (1926),
- Поиски в поречье Берестовина и Константин-городища" (1928)
- Передісторичні розшуки в межах Полтавської округи в роках 1926—1928 (укр.) // Антропологія: річник кабінету. — Київ: УАН, 1929. — Т. II. — С. 250—256.
- «Франкский» меч Херсонского музея // Проблемы истории докапиталистических обществ. — 1935. — № 5/6. — С. 130—133.
- Работы Херсонского музея в 1933 г. // Проблемы истории докапиталистических обществ. — 1935. — № 5/6. — С. 133—134.
- Краткий путеводитель по феодальному отделу Херсонского музея (1939),
- Античная черепица с кровельным окном из окрестностей Херсонеса (1940),
- Античные клейменные пифосы из Херсонеса (1940),
- Раскопки в Херсонесе (1942, неопубл.),
- Археологические открытия в Херсонесе в 1942—1944 г. (1947),
- Два клада херсонесских античных монет 1944 г. (1948),
- Раскопки Херсонесского некрополя (I—IV) в 1937 г. (1948),
- Скифская статуя из села Ольховчик Донецкой области (1964),
- Камень со знаками из Донецкого музея (1964) и др.